# Claudio Feijoo
Claudio Feijóo (Madrid, 1963) es un ingeniero y economista español. Catedrático de universidad y desde 2014 Director para Asia en la Universidad Politécnica de Madrid (UPM).

## Trayectoria
Feijóo estudió ingeniería en la Escuela Técnica Superior de Ingenieros de Telecomunicación (Universidad Politécnica de Madrid) entre 1981 y 1987. En esta misma universidad ejerce como profesor desde 1996, se doctoró y es catedrático. Su campo de investigación es el impacto socioeconómico de las tecnologías de la comunicación emergentes en la sociedad, temática sobre la que ha escrito más de 300 artículos publicados en revistas científicas. En el libro La comunicación móvil. Hacia un nuevo sistema de comunicación digital, escrito por Feijóo en colaboración con Inmaculada Martínez y Juan Miguel Aguado, se abordan los cambios de internet con la irrupción de los móviles. Es autor de numerosos artículos, libros y ha coordinado publicaciones colectivas.
Desde 2014, reside en China, donde codirige junto a la china Jean Yu el Campus chino español ubicado en la Universidad de Tongji en Shanghái. Como director de Asia para la UPM, también es responsable del programa de la Universidad para la incubación de startups en China. Desde 2016 también es Director de UPM para África y director de la incubadora ubicada en Shanghái SSUI Xiji Incubator desde 2018. Participa en debates y conferencias por todo el mundo.
Como experto en contenido digital y tecnologías, Feijóo es subdirector del Centro de Investigación de Tecnologías de la Información Aplicadas (CeDInt). Ha trabajado como asesor del Ministerio de Industria y de la Unión Europea. Participa en proyectos de investigación con diferentes roles. Fue nombrado en 2011 miembro del Consejo Asesor de Madrid on Rails.
Feijóo ha impartido docencia en universidades en instituciones de todo el mundo. Desde 2014 vive en China y es profesor invitado en la Universidad Nacional de Educación a Distancia en el programa formativo ciencias económicas y en IE Business School en economía y empresa digitales. Además coordina la dirección de Máster interuniversitarios como el Máster en Ciencias de la Ciudad.

## Obras seleccionadas
- 2013 La comunicación móvil. Hacia un nuevo sistema de comunicación digital. En colaboración con Inmaculada Martínez y Juan Miguel Aguado. ISBN: 978-84-9784-782-7.[10]
- 2020 Blockchain, populismo y moneda digital, en colaboración con Ángel Gómez de Ágreda y Sebastián Puig Solera.[11][12]

## Reconocimientos
- Desde 2014 Director para Asia en la Universidad Politécnica de Madrid (UPM).[2]